# Kluwut (Wonosari)
Kluwut is een bestuurslaag in het regentschap Malang van de provincie Oost-Java, Indonesië. Kluwut telt 3962 inwoners (volkstelling 2010).